# NGC 3333
NGC 3333 este o hi (21cm) source⁠(d) situată în constelația Mașina Pneumatică. A fost descoperită în 2 februarie 1835 de către John Herschel. Se află la o distanță de 63,97 de megaparseci de Pământ.